# Maldanella harai
Maldanella harai é uma espécie de anelídeo pertencente à família Maldanidae.
A autoridade científica da espécie é Izuka, tendo sido descrita no ano de 1902.
Trata-se de uma espécie presente no território português, incluindo a sua zona económica exclusiva.